# The Durutti Column
The Durutti Column – brytyjski zespół postpunkowy założony w 1978.

## Skład
- Vini Reilly – gitara, śpiew, teksty, instrumenty klawiszowe
- Bruce Mitchell – instrumenty perkusyjne, marimba
- Keir Stewart – gitara basowa, produkcja muzyczna, sampler, instrumenty klawiszowe, harmonijka ustna
- Poppy Morgan – fortepian
- Tim Kellett – trąbka
- John Metcalfe – altówka

## Dyskografia

### Główne nagrania
- The Return of the Durutti Column (Factory FACT 14, 1980
- LC (Factory FACT 44, 1981) (#12)
- Deux Triangles EP (Factory Benelux FBN10, 1982)
- Another Setting (Factory FACT 74, 1983) (#4)
- Amigos Em Portugal (Fundação Atlântica, 1983
- Without Mercy (Factory FACT 84, 1984) (#8)
- Say What You Mean, Mean What You Say EP
- Circuses and Bread (Factory Benelux FACD 154, 1986
- The City of Our Lady (Factory Fac 184/A, 1986) with Debi Diamond (#46)
- The Guitar and Other Machines (Factory FACT 204, 1987)
- Vini Reilly (Factory FACT 244, 1989) (#5)
- Obey the Time (Factory FACT 274, 1990)
- Sex and Death (Factory Too/London, 1994)
- Fidelity (Les Disques Du Crepuscule, 1996)
- Time was Gigantic ... When we Were Kids (Factory Too/London, 1998)
- Rebellion (Artful (CD40), 2001)
- Someone Else's Party (Artful, (CD49) 2003)
- Tempus Fugit (Kooky, (kookydisc 019) 2004)
- Heaven Sent
- Keep Breathing (Artful (CD52), 2006)
- Idiot Savants (Artful (CD62), 2007)
- Sunlight to Blue ... Blue to Blackness (Kooky (kookydisc 027), 2008)
- Treatise on the Steppenwolf OST (LTM [LTMCD 2518], 2008)

### Nagrania poboczne, EPki
- Short Stories for Pauline (FBN36)
- The Sporadic Recordings (TTTTTTTTT CD, 1989)
- Dry (Materiali Sonori, 1991)
- Red Shoes (Materiali Sonori, 1992)
- Return of the Sporadic Recordings (Kooky, 2002)
- Sporadic Three (Kooky, 2007)

### Koncertowe
- Live At The Venue (VU, 1983)
- Domo Arigato (live) (Factory FACT 144, 1985)
- One Night In New York (US ROIR)
- Live in Bruxelles 13 August 1981 (LTM CD 2008)

### Kompilacje
- Valuable Passages (Factory FACT 164 UK/Relativity US, 1986)
- The First Four Albums (Factory, 1988)
- Lips That Would Kiss (Factory Benelux CD, 1991)
- The Best Of The Durutti Column (WEA UK, 2004)